# 1390 Abastumani
1390 Abastumani eller 1935 TA är en asteroid i huvudbältet, som upptäcktes den 3 oktober 1935 av den ryska astronomen Pelageja Sjajn vid Simeizobservatoriet på Krim. Den har fått sitt namn efter staden Abastumani i Georgien.
Asteroiden har en diameter på ungefär 95 kilometer och den tillhör asteroidgruppen Cybele.